# 柳枝站
柳枝站位于中国陕西省渭南市华州区柳枝镇，于1934年启用，为西安铁路局管辖的陇海铁路上四等站。柳枝站东距连云港站985公里，西距兰州站774公里。